# Anna Chabanova
Anna Nikolaïevna Chabanova (née le 6 mars 1842 à Chabanovo, gouvernement de Smolensk, Russie et morte le 25 mai 1932 à Leningrad, Union soviétique) est une pionnière en tant que femme russe pédiatre et militante des droits de la femme.

## Biographie
Anna Chabanova était la fille d'un riche propriétaire terrien. Lorsqu'elle est encore jeune femme, elle rejoint un groupe politique radical critique du tsar et, en 1865, est arrêtée et emprisonnée pendant six mois.
Chabanova est devenue médecin après l'obtention de son diplôme des « Hauts cours en médecine pour femmes » de Saint-Pétersbourg, en 1878. Elle est l'une des premières femmes en Russie à se qualifier en tant que médecin. Elle exerce toute sa carrière à l'hôpital pour enfants d'Oldenburg de Saint-Pétersbourg, où elle devient finalement médecin senior.